# Château de Faulx
Pour les articles homonymes, voir Faulx (homonymie).
Le château de Faulx est une résidence seigneuriale sise en Wallonie sur un roc en bordure de la rivière Samson (rive gauche) dans la province de Namur (Belgique).  Largement reconstruit au XIXe siècle il fut rénové après l’incendie de 1961. Centre de loisirs pendant quelques années le château est redevenu propriété privée.

## Histoire
Un premier château fut construit au XIIIe siècle sur ce site privilégié car défendant la vallée du Samson, Il dépendait alors du comté de Namur. Les seigneurs de Faulx, dont les noms de certains sont connus depuis le XIe siècle, avaient leur nécropole dans l’abbaye de Grandpré. Aux environs de 1340, il passa entre les mains de la famille Marbaix.  La façade ouest de style Renaissance remonte à 1563. Après plusieurs changements de propriétaires, il devient propriété de la famille Corswaren en 1665 qui le conserve jusqu'à la révolution française. 
Au XIXe siècle le château est en très mauvais état - seule la façade ouest datant de 1583 était intacte – lorsqu'il passe entre les mains de  la famille de Sauvage-Vercour qui confie à l’architecte Henri Beyaert  le soin de le rebâtir à l’identique. Les travaux durent de 1867 à 1871. L’ornementation intérieure est de style Renaissance.  Il est alors propriété de la famille de Sauvage-Vercour (Sauvage Vercour), dont les armoiries sont visibles sur l'imposte de la porte extérieure de la tour Sud et sur la cheminée monumentale de la grande salle commune du rez-de-chaussée. 

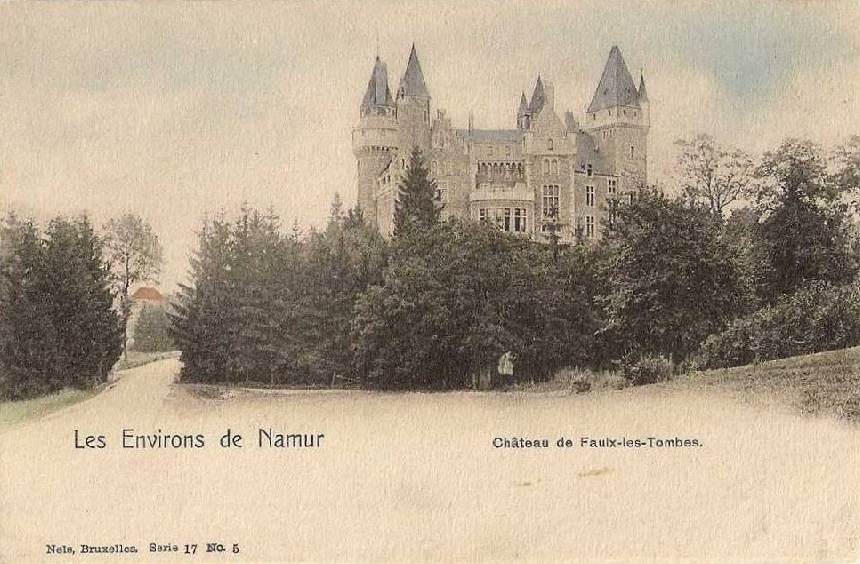
Le château de Faulx, vers 1900 (vue Nord-Ouest).

Le 1er octobre 1961 le château est gravement endommagé par un incendie. Ce qu’il en reste est racheté par la société ETRIMO (et Jean-Florian Collin) qui le transforme, malheureusement sans tenir compte du style et de ce qui pouvait encore être sauvé, n'en conservant qu'une partie en y aménageant des appartements et des chambres. Après cette "rénovation" il ne subsista que quatre tours sur les cinq. Les corps de bâtiment au Nord et à l'Est sont remplacés par des galeries. Ne restent que l'aile côté Ouest et un moignon côté Est. 
Les caves voûtées comportaient sans doute trois niveaux dont un fut condamné durant la Seconde Guerre mondiale (source : ancien maçon du village ayant effectué les travaux de comblement du puits d'accès). Une cave (silo à glace en forme de coque de navire avec un écoulement qui vraisemblablement rejoint le petit étang sur l'Arville) et de nombreuses caves voûtées sous le château, mais allant jusque sous la cour d'honneur.  Ces caves, destinées probablement à stocker des réserves de nourriture se trouvent accessibles depuis le château, mais également par une forte porte en contrebas de la façade Nord du château, face au ruisseau d'Arville qui forme là un petit étang avec une cascade. 
Sous l’égide de la société ETRIMO et de son président le domaine du château devient un centre hippique avec manèges et courses de renommée nationale. 
En 1972, à la suite de la liquidation judiciaire de la société Etrimo, la commune d'Etterbeek rachète le château  et y organise entre autres des classes vertes, du tourisme social et des soirées privées. Le château est aménagé en hôtel. Près de 50 personnes peuvent trouver place dans les 23 chambres. Les écuries sont reconverties en classes de plein air pour les élèves des écoles communales. Le centre de vacances comprend trois classes de 25 élèves, une salle d'animation équipée d'appareils de projection, des salles de jeux, des dortoirs et des sanitaires. Un restaurant est ouvert à proximité du château. Il est inauguré en 1976 et peut servir près de 150 personnes à la fois. 
À cette époque sont organisées des soirées échangistes organisées par l'animateur de radio et homme d'affaires Michel Nihoul où se côtoient une cinquantaine de personnes appartenant à un milieu aisé, principalement des couples, et, régulièrement, le truand Patrick Haemers, le chanteur Carlos ou l'homme politique Serge Kubla,,.
L'ensemble des activités de loisir, d'hôtellerie et de restauration du domaine de Faulx sont confiées à une société privée en échange d'une redevance mensuelle. En décembre 1988, la société est en faillite.
Redevenu propriété privée le château ne se visite pas. Le restaurant est à l’abandon.

## Anecdotes
- Il est rapporté dans le livre Arville dans la tourmente[7]" qu'en août 1944 le château fut occupé par des SS qui y organisèrent une fête pour la décoration d'un de leurs officiers. Au cours de cette fête ils auraient violé 18 jeunes filles de Faulx-Les Tombes.
- Quelques prises de vues de la série télévisée Les Galapiats furent tournées au château de Faulx.